# Дружба (фільм, 1940)
«Дружба» (груз. «მეგობრობა») — грузинський радянський чорно-білий фільм радянського кінорежисера грузинського походження Сіко Долідзе.

## Актори
- Серго Закаріадзе — Вардені
- Тамара Цицішвілі — Тамара
- Леван Хотіварі — Арісто
- Емануїл Апхаідзе — Кирил
- Таїса Шаратта-Долідзе — Галина
- Акакій Хінідбідзе — поштар
- Степан Шкурат — голова колгоспу
- Д. Негіна — дружина голови колгоспу
- Л. Емеліанцева — Оксана
- Валеріян Долідзе— Арчіл
- Люка Ляшенко — директор МТС
- Цецилія Цуцунава — Kesarya
- С. Канделакі — Сандро
- Ч. Чхеідзе — Chitolya